# Чернцы (Лежневский район)
Че́рнцы — село в Лежневском районе Ивановской области России. Известно с XVIII века. До 1917 года носило название Чернцы-Воротынских.
Расположено на реке Ухтохме (бассейн Оки). Находится в 28 км от Иванова и в 15 км от Лежнева.

## Население
| 1859 | 1905 |
| ---- | ---- |
| 143  | 186  |

| 1859 | 1905 | 2010 |
| ---- | ---- | ---- |
| 143  | ↗186 | ↗918 |

## Достопримечательности
- Церковь Троицы Живоначальной, середина XVIII века[7].
- Усадьба Чернцы помещиков Дедловых[2]. После 1917 года в усадьбе располагался санаторий имени Войкова для железнодорожников. В июне 1943 года в усадьбе был создан генеральский лагерь для военнопленных (лагерь МВД № 48), в котором в течение 13 лет находились более 400 офицеров высшего командного состава немецкой и японской армий. Среди известных заключённых были фельдмаршал Фридрих Паулюс, генерал Императорских вооружённых сил Японии Ямада Отодзо, член японской императорской семьи Фумитака Коноэ и другие. Об этих годах напоминает кладбище, где захоронены военнопленные из Германии, Италии, Австрии, Румынии и Японии[8][9][10].

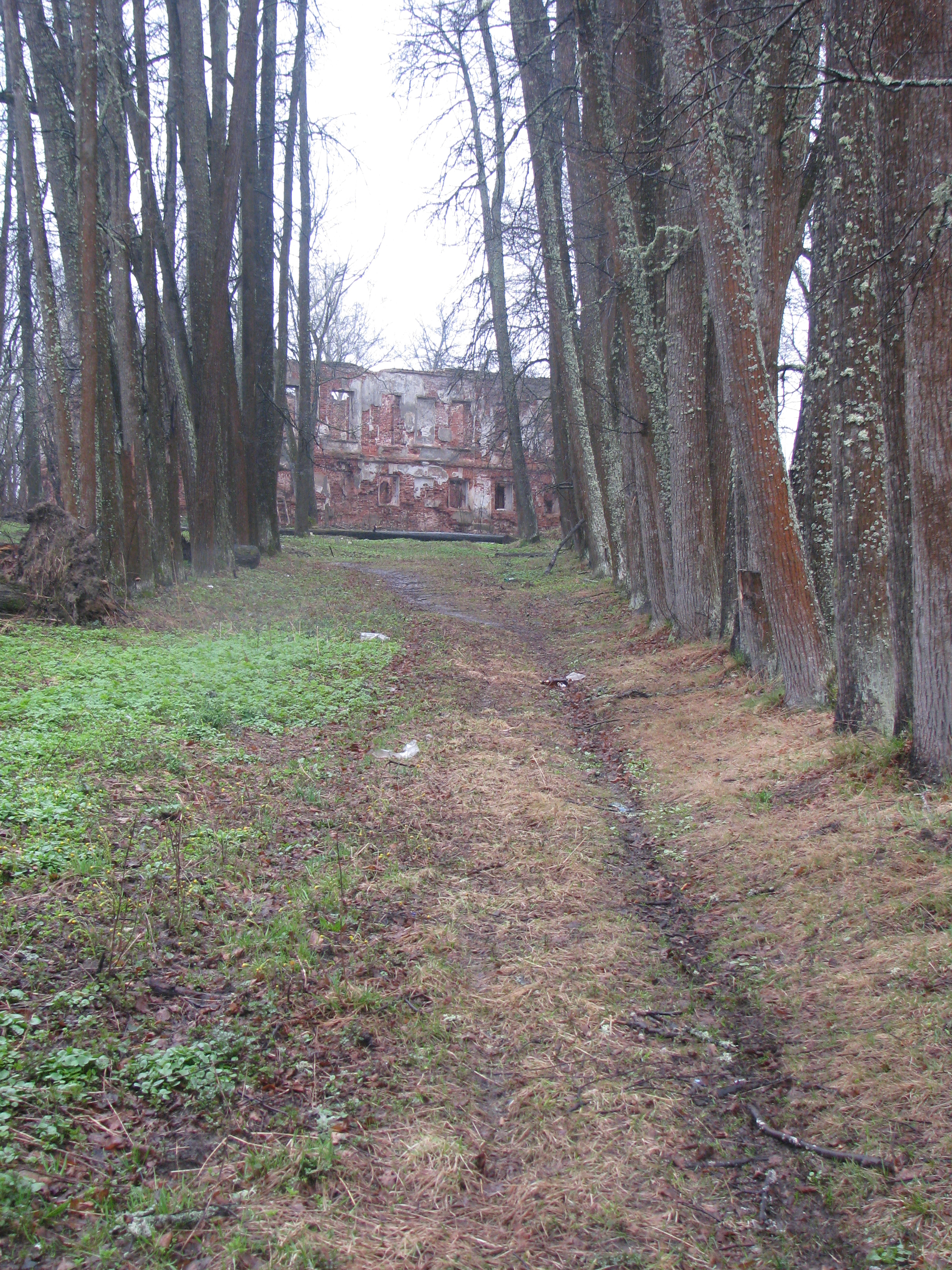
Вид на руины усадебного дома со стороны липовой аллеи
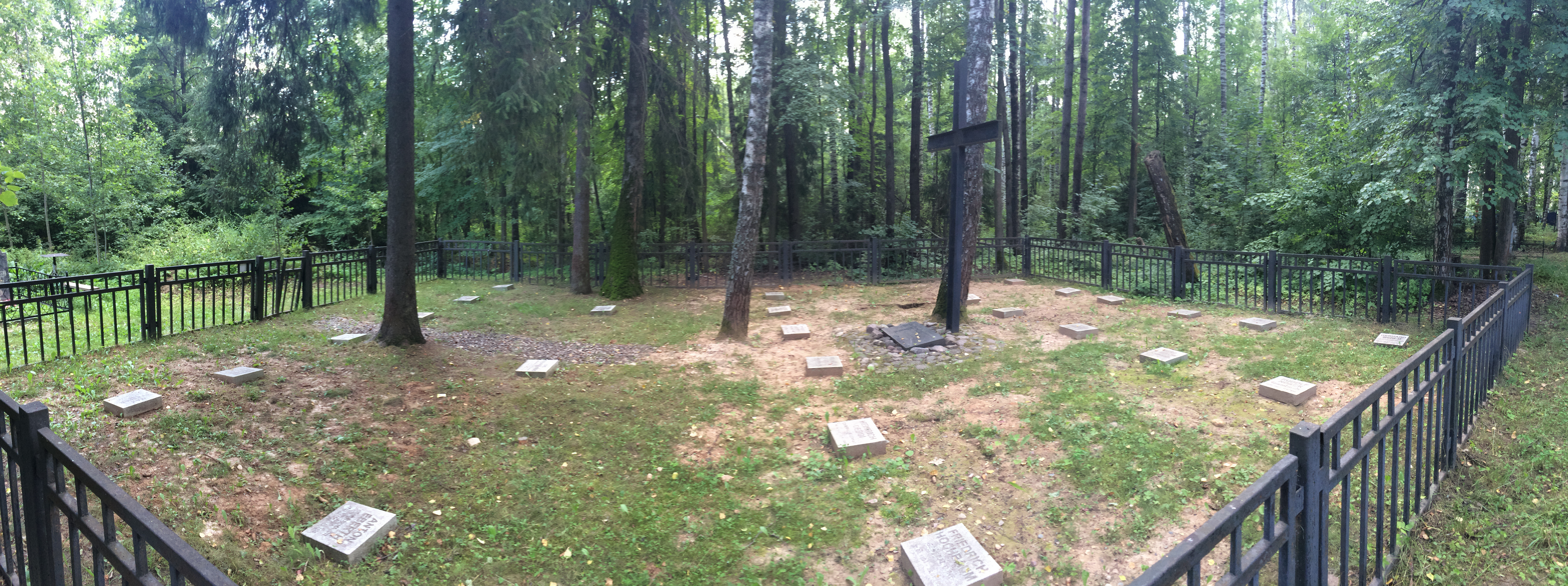
Панорама кладбища немецких военнопленных
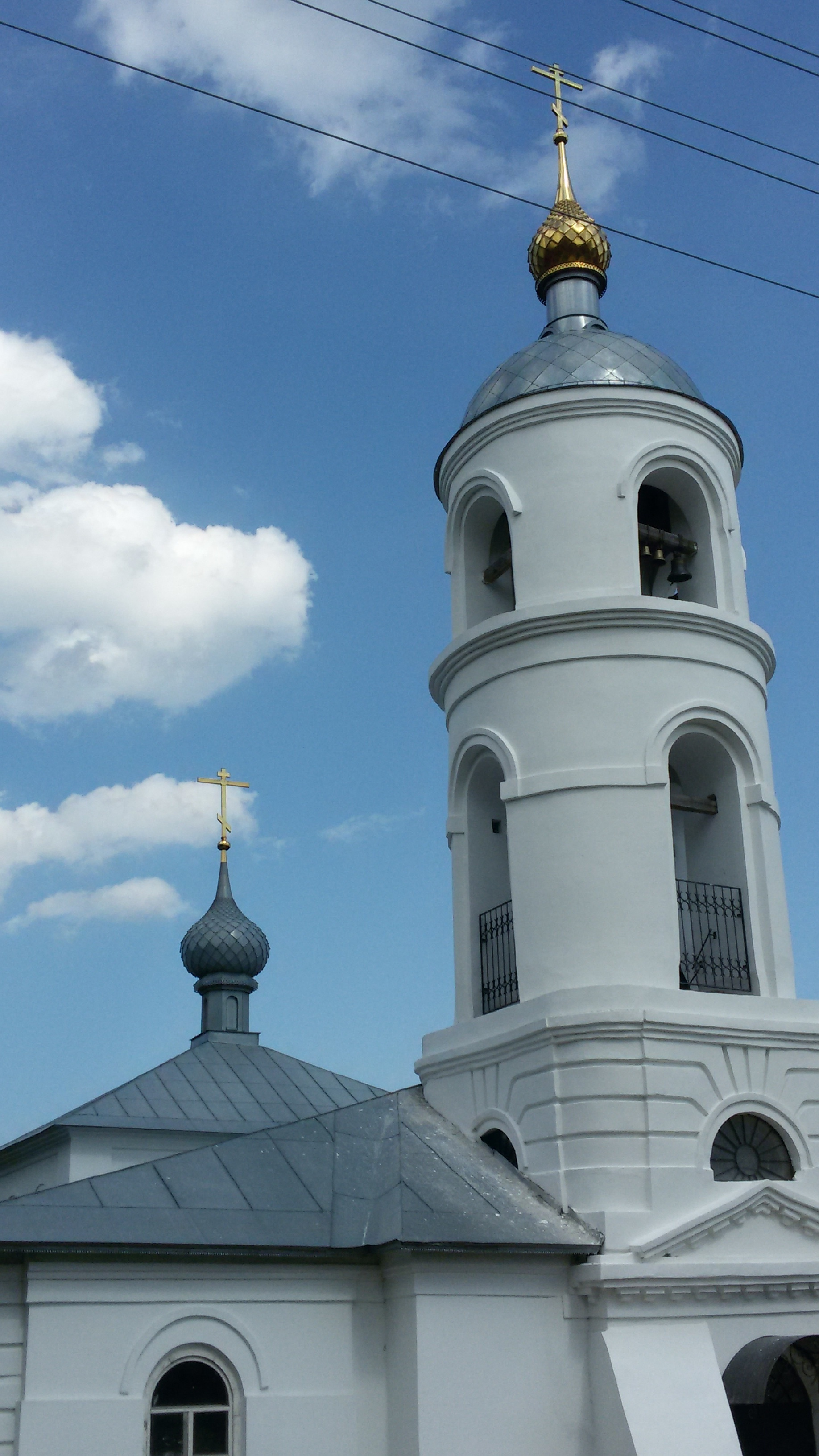
Церковь Троицы Живоначальной